# Пятеро друзей 2
Знаменитая пятерка (нем. Fünf Freunde) — немецкий фильм 2012 года. Режиссёр — Майк Марзук. Этот фильм — экранизация знаменитой серии «Великолепная пятёрка» Энид Блайтон.

## Сюжет
Пятерка приятелей — Джордж, Джулиан, Дик, Анна и их надежный собака Тимми вновь совместно и вновь находят критические приключение на собственные головы. Во время похода на знаменитое Кошачье топь они выяснят старенькую легенду о загадочном и великодушном вояке, который давным давным-давно выручил от грабителей самый большущий в мире смарагд «Зеленый глаз» и упрятал его кое-где в данных краях.
Там же дети знакомятся со собственным ровесником — мальчуганом по имени Харди. В один момент Дика, спутав с Харди, похищают 2 бандита. Грабители считают, собственно что Харди обязан аристократия, где запрятан ценный гранит. Приятели, естественно же, бросаются на спасение.

## В ролях
| Актёр              | Роль                      |
| Валерия Эйсенбарт  | Джордж (Джорджина) Киррин |
| Квирин Оеттл       | Джулиан Киррин            |
| Юстус Шлингенсипен | Дик Киррин                |
| Нееле-Мари Никель  | Энн Киррин                |
| Коффи              | Тимоти (Тим, Тимми)       |
| Кристо Феркич      |                           |
| Петер Ломайер      |                           |
| Оливер Кориттке    |                           |
| Штефан Конарске    |                           |
| Хейо фон Штеттен   |                           |
| Анатоль Таубман    |                           |
| Себастьян Герольд  |                           |
| Роберт Шенкер      |                           |
| Петр Дворак        |                           |
| Бастиан Фолькмер   |                           |
| Манни Лауденбах    |                           |
| Саша Чорн          |                           |
| Петер Бадштюбнер   |                           |
| ------------------ | ------------------------- |